# Nielsen ratings
Nielsen ratings är ett tittarmätningssystem utvecklat av Nielsen Media Research för att mäta hur stor publiken är för ett tv-program i USA.